# Tomasz Gerszberg
Tomasz Gerszberg (ur. w 1970 r.) − prezes Fundacji MOST (Mobile Open Society through Wireless Technology), tłumacz, poeta. 
Jako poeta debiutował w 2004 tomem Ciechozimek (Katowice 2004), w 2009 roku wydał drugą książkę poetycką Pies, który zakochał się w tęczy (Katowice 2009). Stały współpracownik kwartalnika literackiego „FA-art”, w 2008 roku redagował dział tłumaczeń poezji z języka niemieckiego w numerze „FA-artu” poświęconym młodej literaturze niemieckojęzycznej (nr 2-3 (72-73) 2008).

## Poezja
- Ciechozimek (Wydawnictwo FA-art, Katowice 2004)
- Pies, który zakochał się w tęczy (Wydawnictwo FA-art, Katowice 2009)